# 高久車站
高久車站（日语：／ Takaku eki */?）是一由東日本旅客鐵道（JR東日本）所經營的鐵路車站，位於日本栃木縣那須郡那須町大字高久西久保720-4，是JR東日本東北本線沿線的無人小站。

## 車站結構
對向式月台2面2線的地面車站，兩個月台由跨線天橋聯絡。

### 月台配置
| 月台 | 路線      | 方向 | 目的地               |
| ---- | --------- | ---- | -------------------- |
| 1    | ■東北本線 | 下行 | 白河、郡山、福島方向 |
| 2    | ■東北本線 | 上行 | 黑磯方向             |

## 相鄰車站
東日本旅客鐵道
■東北本線
黑磯－高久－黑田原

## 外部連結
- （日語）高久車站（JR東日本） （页面存档备份，存于）